# Dakota (Illinois)
Dakota è un comune degli Stati Uniti d'America, situato nello Stato dell'Illinois, nella contea di Stephenson.